# Wielingenklasse

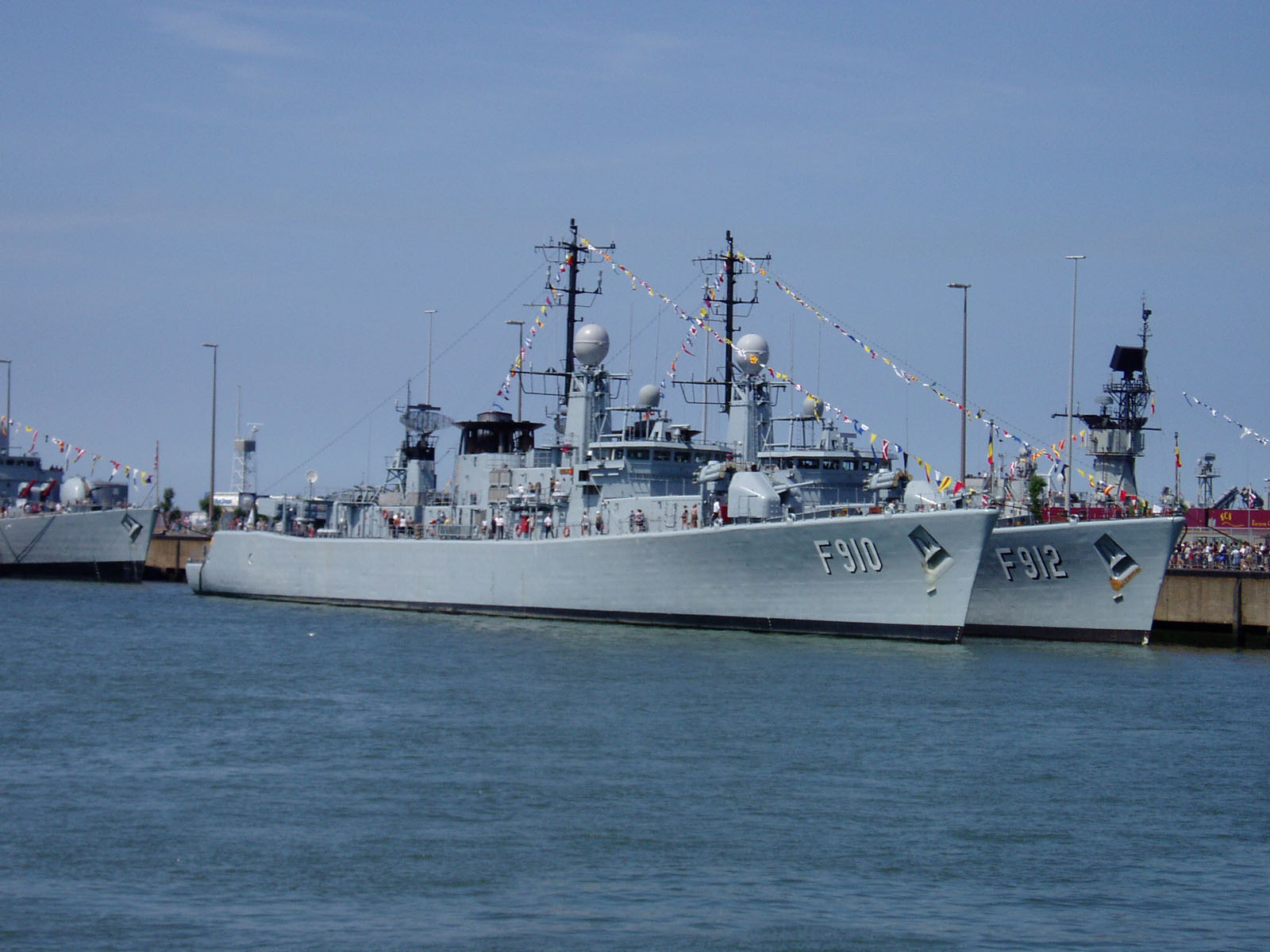
Wielingen (F910) en Wandelaar (F912) aan de kade

De Wielingenklasse is een serie van, oorspronkelijk, vier fregatten die als escorteschepen gebouwd zijn voor de Belgische Zeemacht in de jaren zeventig van de 20e eeuw.

## Schepen
- F910 Wielingen (1976-2007)
- F911 Westdiep (1977-2007)
- F912 Wandelaar (1978-2005)
- F913 Westhinder (1978-2000)

## Achtergrond
De Belgische Zeemacht kent een betrekkelijk korte geschiedenis, waarin zij zelfs enkele malen is ontbonden en weer opnieuw opgericht. Nooit heeft zij grote schepen bezeten, haar hoofdtaken waren altijd gericht op kustbewaking.
Heropgericht in de Tweede Wereldoorlog, had zij na die oorlog de beschikking over zogenaamde Algerines, een Engelse oceaanmijnenveger, die ook als konvooi-escorteschip gebruikt is. Tot het eind van de jaren zestig bleven deze Algerines bij de Belgische Zeemacht in dienst. Omdat die schepen snel verouderden werd een studie naar een opvolger gestart. Aanvankelijk bekend als het Type 900, een anti-onderzeebootfregat van minder dan 2000 ton, maar met helikopter. Later neigde men evenwel naar een ontwerp dat meer general purpose was en ondersteuning zou bieden aan eenheden in kustwateren. Aangezien daar luchtsteun vanaf landbases te verwachten is, liet men de helikopter weg uit het ontwerp. Dit ontwerp staat ook bekend als Type E71 (de E duidt op Escorteschip) en werd uiteindelijk de Wielingenklasse.
De bouw van de vier escorteschepen werd uitbesteed aan twee werven: de fregatten F910 Wielingen (bouwnummer 1483) en F912 Wandelaar (b/n 1484) werden gebouwd op de Boelwerf te Temse, de F911 Westdiep (b/n 871) en de F913 Westhinder (b/n 872) op de werf Cockerill Yards te Hoboken bij Antwerpen. 
Hoewel de Wielingenklasse inmiddels gedateerd was, de schepen behoorden tot de oudste in het Navo-arsenaal, werd hun vervanging diverse malen uitgesteld, vanwege aanhoudende bezuinigingen en onduidelijkheid over de toekomstige rol van de Belgische strijdkrachten. Kleine moderniseringen aan voornamelijk de elektronica zijn in deze periode enkele malen uitgevoerd.
Door bezuinigingen werd de Westhinder al in 1993 uit dienst genomen. Aangezien geen koper gevonden werd, werd het uiteindelijk in 2000 voor sloop verkocht. Voor de Wandelaar werd wel een gegadigde gevonden: op 21 oktober 2005 werd het overgedragen aan de Bulgaarse marine en herdoopt in
'41 ДРЪЗКИ' (Drazki); later werden eveneens de Wielingen en de Westdiep aan Bulgarije verkocht. De Wielingen werd on 2008 in dienst genomen door de Bulgaarse marine als de '42 Верниé', de Westdiep in 2009 als de '43 Горди'. De schepen waarvoor 54 miljoen euro werd betaald zijn daar begin 2024 nog in dienst.
Uiteindelijk werd in 2005 een overeenkomst gesloten met de Nederlandse marine voor de aanschaf van twee M-fregatten, die in 2007 en 2008 de resterende fregatten van de Wielingenklasse vervingen.